# Inma Cuesta
Inma Cuesta (Valencia, 25 de junho de 1980) é uma atriz espanhola. 

## Filmografia
☆ Branca de Neve (2012)
☆ Julieta (2016)
☆ Kóblic (2016)

## Prêmios
- Fotogramas de Plata: 2011, 2013
- Premios Feroz: 2016